# Bouillons
Die Bouillons (abgeleitet von französisch bouillon Fleischbrühe) waren Restaurants in Frankreich im 19. und 20. Jahrhundert, in denen man schnell, gut und preiswert essen konnte.
Sie wurden vom Fleischer Adolphe-Baptiste Duval 1854 in Paris erfunden und waren einfache Restaurants, in denen die Marktleute und Fabrikarbeiter essen konnten. Er bot dort ein einziges Menü und eine Suppe zu einem minimalen Preis an.

## Geschichte
Im Jahr 1896 öffneten die Brüder Chartier ihre erste Bouillon in der Rue du Faubourg Montmartre (9. Arrondissement). Sie war die bislang größte Bouillon mit einem luxuriösen Dekor im Stil des Art Nouveau. Die Bouillons wurden schnell zu einer Pariser Institution des 19. Jahrhunderts. Hier bekamen die Arbeiter, die häufig keine Kochgelegenheit in ihren Unterkünften hatten, eine sättigende, warme Mahlzeit zu einem günstigen Preis. Um 1900 gab es in Paris 25 solcher Bouillons. Einige bürgerliche Varianten dieser Bouillons verfügten außerdem noch über Lesesalons und unterhaltsame Attraktionen. 1899 entstand die erste Bouillon Grandon-Duval, eingerichtet in einem alten Restaurant vom Eigentümer und Architekten Edouard Fournier. 1904 entstand eine weitere Bouillon der Brüder Chartier am Boulevard Saint-Germain, die später das Restaurant Vagenende werden sollte. Der Architekt Jean-Marie Bouvier hatte 1906 gemeinsam mit Louis Trézel auch andere Bouillons ins Leben gerufen: die Grand Bouillon Camille Chartier in der Rue Racine und die Bouillon Edouard Chartier am Boulevard du Montparnasse. 
Bis heute haben nur wenige dieser Bouillons überlebt. Von diesen vier haben nur noch das Chartier und das Bouillon Racine den ursprünglichen Geist und bewahren das Interieur der Art Nouveau.

## Chez Chartier

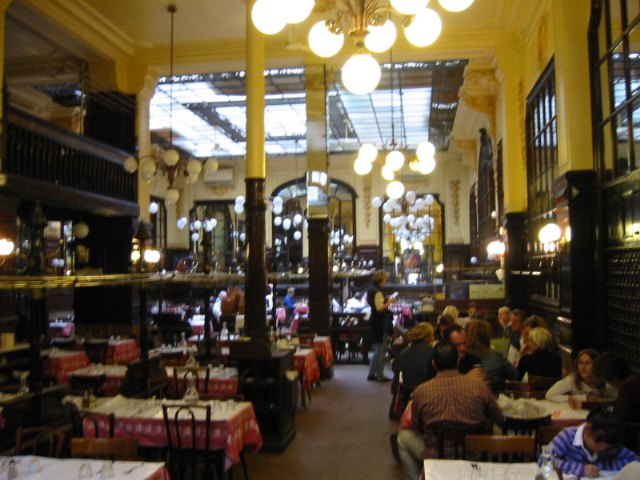
Chez Chartier (2003)

Das Chez Chartier in der Rue du Faubourg-Montmartre Nr. 7 in Paris mit seinem großen Speisesaal ist in einem Hinterhof gelegen. Die Ausstattung hat sich seit der Eröffnung im Jahr 1896 nicht verändert. Das originale Dekor aus Holz, Messing, Glas, Spiegeln, Gemälden, Keramiken, Drehtüren, sowie Hunderte kleine Schubläden und Boxen an den Wänden, in denen die Stammkunden ihr Besteck aufbewahrten, sind noch immer erhalten.

## Bouillons in Paris
- Le Grand Colbert in der Galerie Colbert
- Bouillon Racine bei der Sorbonne
- Bouillon Julien bei der Porte Saint-Denis